# Embalse de Puentes
El pantano o embalse de Puentes está situado en la pedanía de La Tova, perteneciente al municipio español de Lorca, en la Región de Murcia. La presa se halla situada en el río Guadalentín y tiene una doble finalidad, embalsar agua para el abastecimiento y mitigar los efectos de las riadas y avenidas.
El aprovechamiento de aguas para riego en Lorca se remonta a tiempos anteriores a la conquista por parte de Alfonso X.

## Historia

### Puentes I
La primera presa del pantano se comenzó a construir el 16 de diciembre de 1647. El arquitecto sería D. Pedro Guillén En plena construcción, el 5 de agosto de 1648, una gran avenida destruyó la presa.
Tras esto se presente un proyecto de Francisco Xavier García Serón sobre 1740

### Puentes II
Por decreto del Comisionado Regio bajo el reinado de Carlos III se declaran públicas las aguas no perennes.
"que solo las aguas vivas y perennes eran propias de los que se titulaban dueños de las aguas, y que toda el agua pluvial, así turbia como clara que produzcan las lluvias mansas y vienen supercrecientes al agua viva del rio, se considerasen de la libre disposición de S. M. en el concepto de públicas y comunes" 
El 1 de marzo de 1785, se inician las obras de la segunda presa (Puentes II), erigiéndose en el mismo lugar que la anterior. La obras finalizan y comienza su llenado el 3 de diciembre de 1788. Según planos conservados en el Ministerio de Defensa del 23 de junio de 1789 la presa tenía una altura de 43 varas castellanas unos 34 m. 

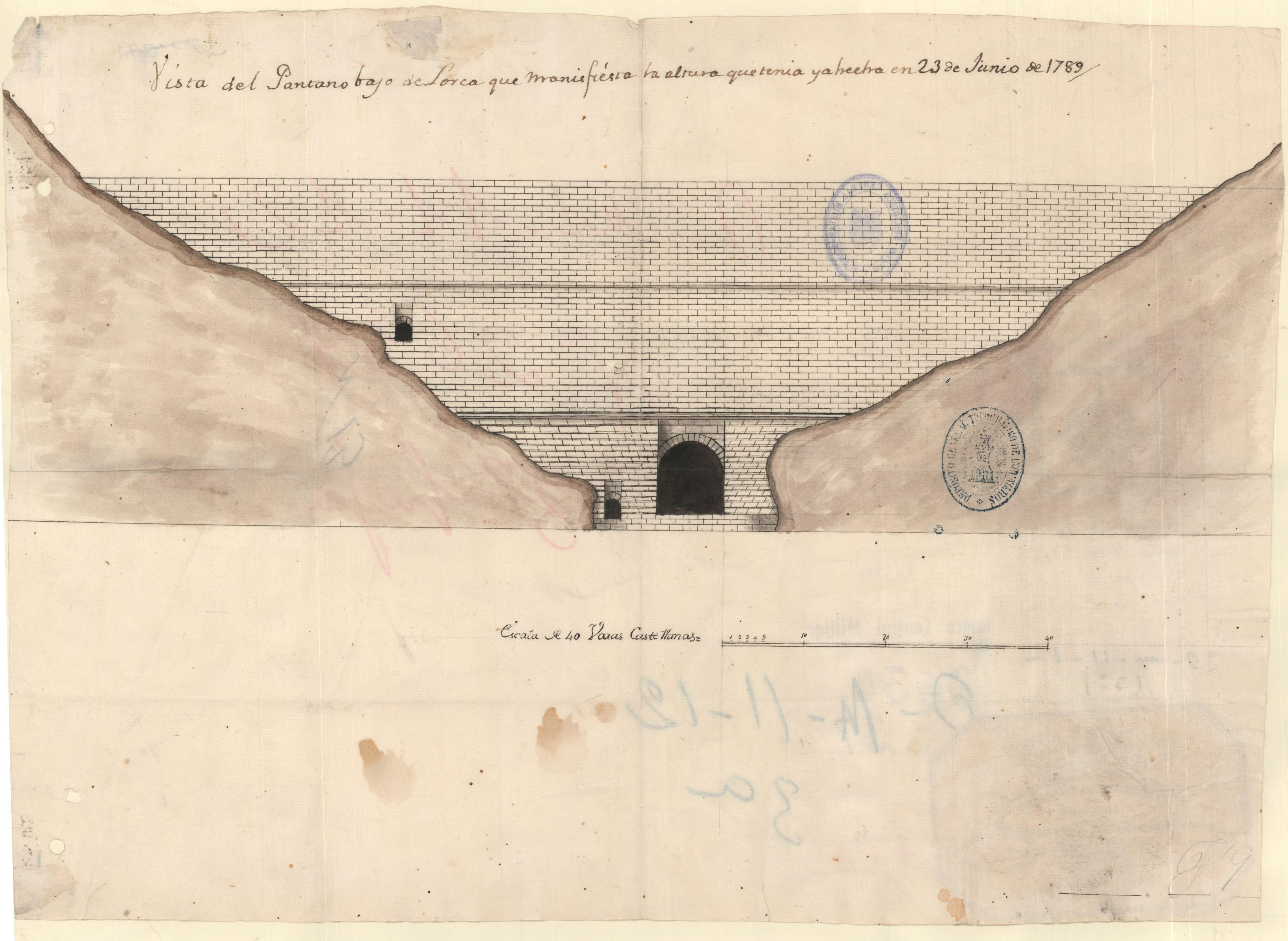
Pantano de puentes en 1789
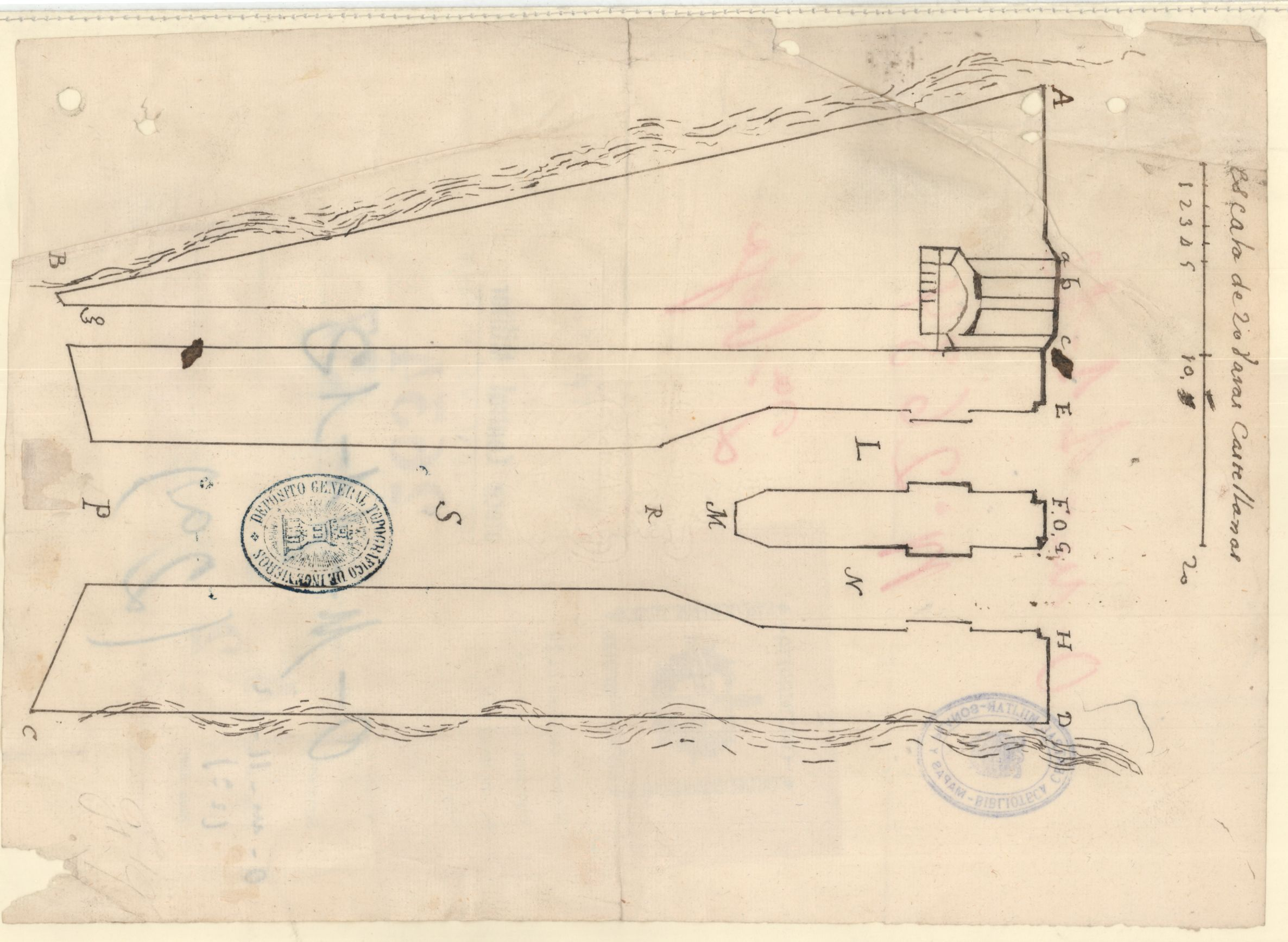
Pantano de puentes en 1789

El 30 de abril del año 1802, debido a las lluvias y riadas, y a la construcción defectuosa de la presa, esta reventó y provocó 608 muertos.

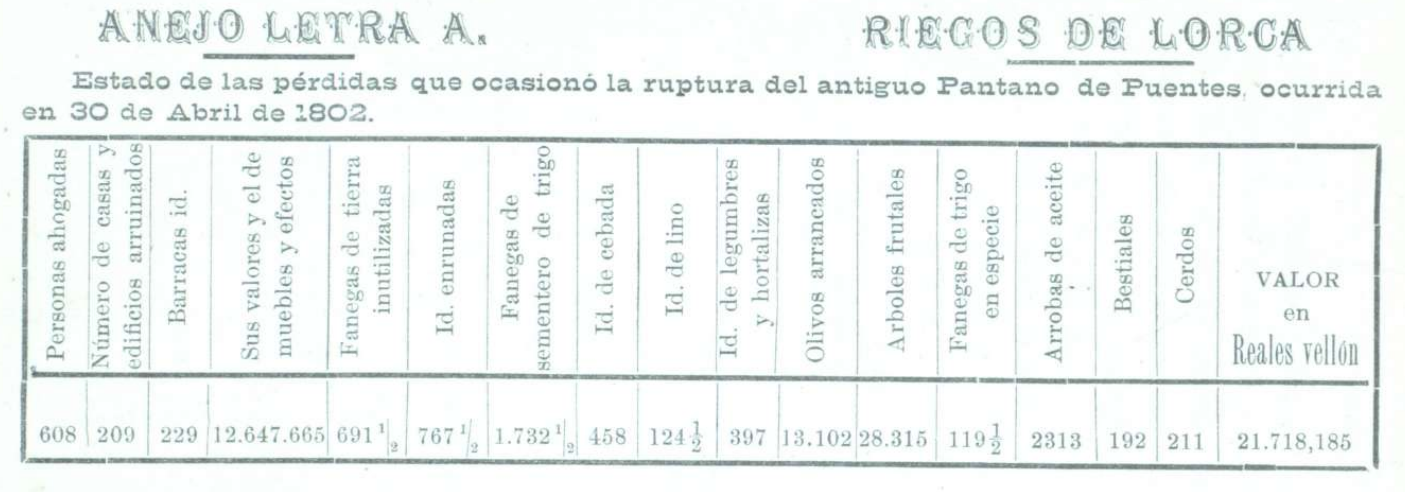
Resumen de daños por la rotura de Puentes II en 1802

Durante su construcción se observan varias deficiencias y algunos arquitectos e ingenieros emiten informes negativos advirtiendo del peligro de construir el pantano sobre una base arenosa. Los que eran principales responsables de la construcción, Gerónimo Martínez de Lara y Antonio Robles-Vives, omitieron los informes.
Gaspar de Molina y Zaldívar, III marqués de Ureña realizará un informe negativo sobre el mismo el 28 de junio de 1792 para el Consejo de Castilla  
Después de la catástrofe, el ingeniero militar e inspector general de caminos Agustín de Betancourt, es encargado de elaborar un informe sobre las causas de la rotura en el que concluyó que:

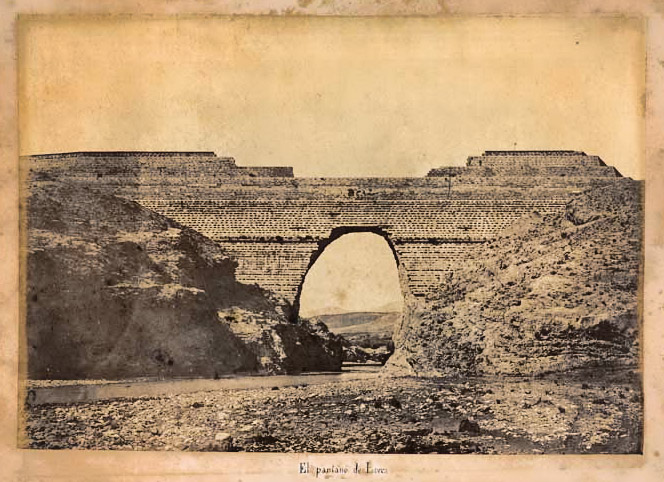
Fotografía tomada años después de la rotura. Puede encontrase otra copia de mayor resolución en la fototeca y biblioteca nacional

«nada hubiera causado la ruina del pantano si no se hubiera fundado sobre un terreno arenoso.»

La creación de la escuela de Caminos y Canales, puede estar relacionada entre otras con esta catástrofe.

### Puentes III
Su construcción comenzó el 5 de septiembre de 1881, y su ubicación en el cauce varió 200 metros más abajo respecto a las anteriores. En la actualidad los restos de esta presa se mantienen en pie, ya sin funcionamiento.

### Puentes IV
Por orden ministerial se aprobó en el año 1993 el Proyecto 4/93 de Construcción Recrecimiento de la Presa de Puentes. Nueva Presa comenzando las obras a finales de ese mismo año y acabándose unos años después. La nueva presa fue inaugurada el 17 de enero de 2000.

## Galería

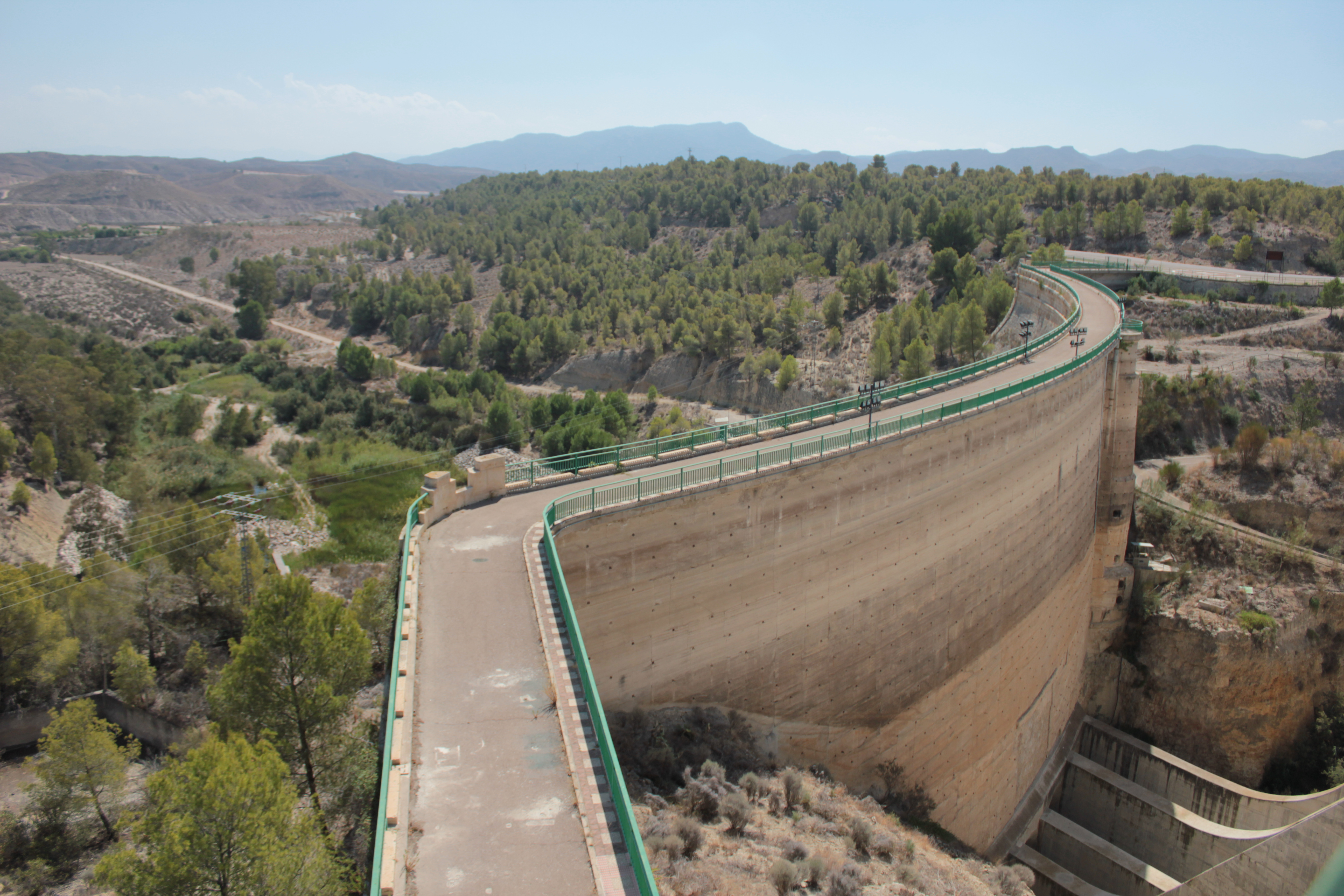
Vista de la Presa de Puentes III desde la Presa de Puentes IV.
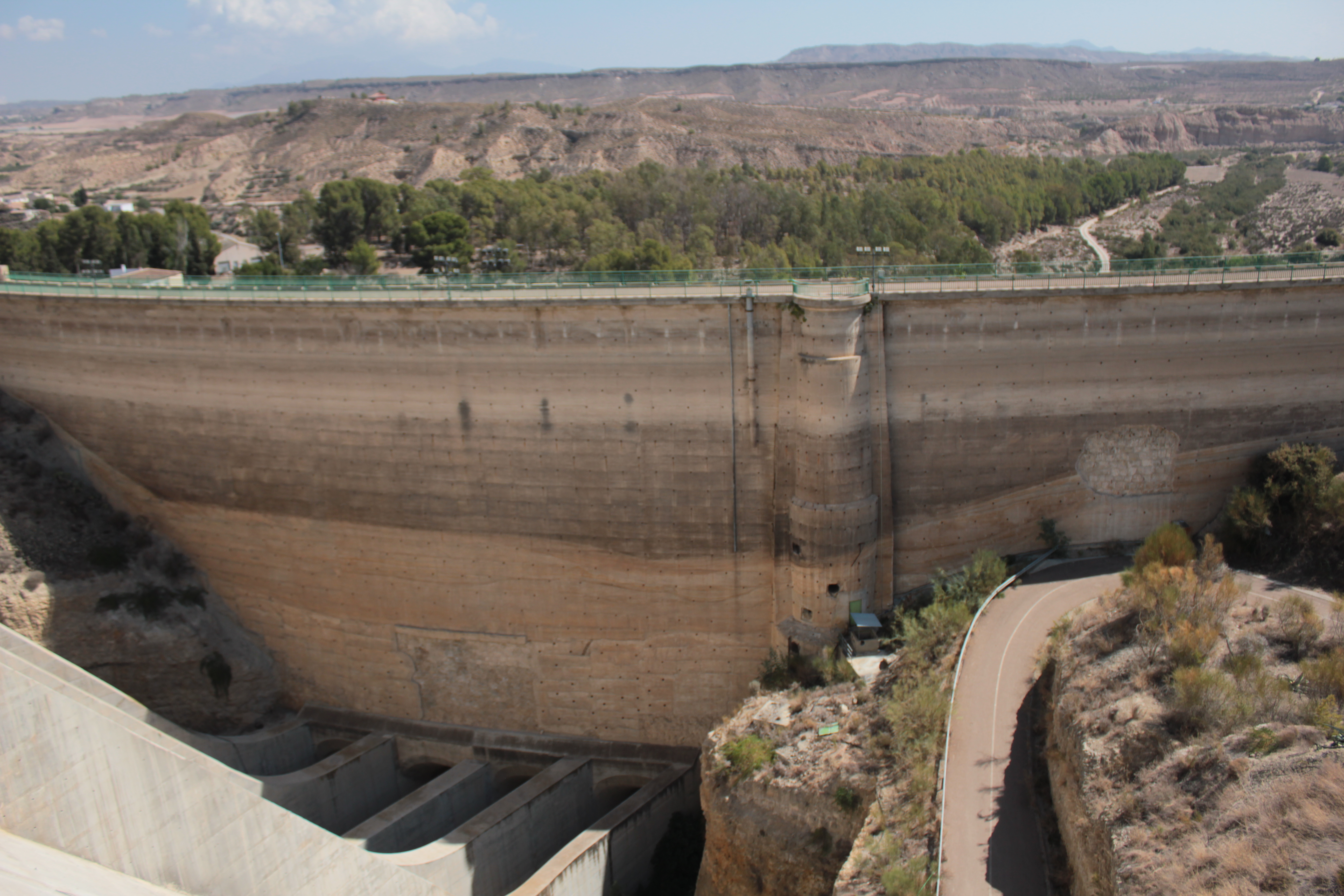
Vista de la Presa de Puentes III desde la Presa de Puentes IV.
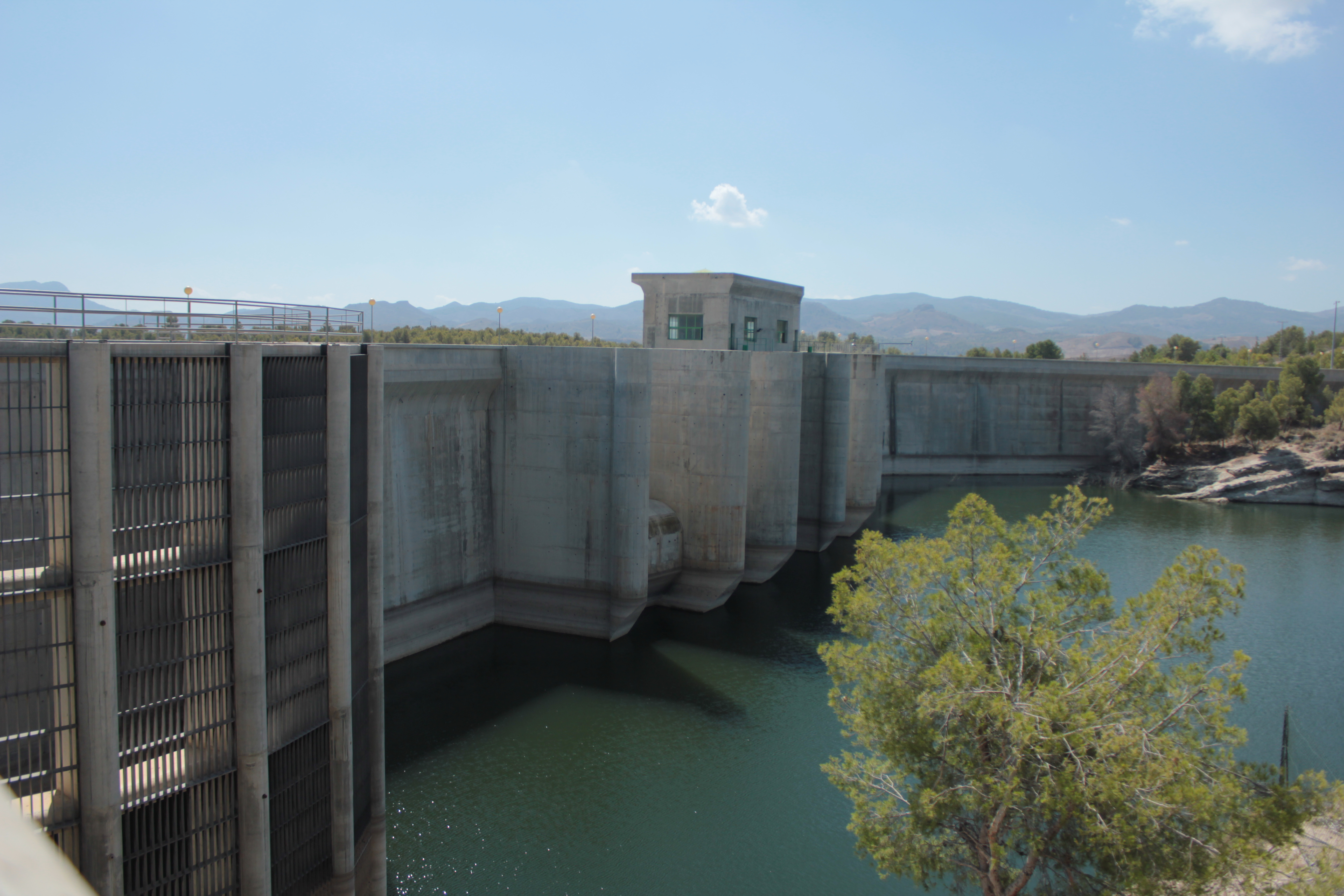
Vista de la Presa de Puentes IV.